# Leptonetela shibingensis
Espèce
Leptonetela shibingensis est une espèce d'araignées aranéomorphes de la famille des Leptonetidae.

## Distribution
Cette espèce est endémique du Guizhou en Chine,. Elle se rencontre dans les grottes Chuandong, Tangkan et Aotian dans le xian de Shibing entre 671 et 1 097 m d'altitude.

## Description
Le mâle holotype mesure 1,65 mm et la femelle paratype 1,42 mm.

## Étymologie
Son nom d'espèce, composé de shibing et du suffixe latin -ensis, « qui vit dans, qui habite », lui a été donné en référence au lieu de sa découverte, le xian de Shibing.

## Publication originale
- Guo, Yu & Chen, 2016 : One new spider species of genus Leptonetela (Araneae: Leptonetidae) from cave in Guizhou, China. Sichuan Journal of Zoology, vol. 35, no 3, p. 395-399.